# Escola Superior de Ciências Sociais
A Escola Superior de Ciências Sociais da Fundação Getulio Vargas (ESCS) é uma instituição de ensino superior brasileira de Ciências Sociais vinculada à Fundação Getulio Vargas. Fundada em 2005, ela é mantida pelo CPDOC. As instalações da ESCS encontram-se na Praia de Botafogo, no Rio de Janeiro.